# Camponotus vagus
Camponotus vagus — вид мурах підродини Formicinae.

## Поширення
Вид поширений в лісах Європи, Північної Азії та на північному заході Африки від Марокко до Монголії.

## Опис
Тіло темно-сірого, майже чорного забарвлення. Робочі особини покриті рідкісними, сіруватими волосками. Розмір тіла робочих варіюється від 6 до 15 мм, самиць 14-16 мм. Голова міцна, роздута. На потилиці є віддалені волоски, які відсутні на її боках і на скапусі вусиків. Нижній край налічника прямий, без вирізки посередині. Жвали короткі та сильні. Очі невеликі, округлі. Груди в профіль рівномірно опуклі.

## Спосіб життя
Мурашники влаштовує в пнях, обгорівших колодах і трухлявих деревах. Після запліднення, цариця знаходить відповідне місце для заснування колонії і починає відкладати яйця. Розмір колонії може досягати 4 тис. особин. Активні з середини травня до кінця вересня. Живляться живими та мертвими комахами і дрібними безхребетними.